# Max Frei-Sulzer
Max Frei-Sulzer (ur. 8 marca 1913 w Zurychu; zm. 14 stycznia 1983 w Thalwil) – szwajcarski biolog i kryminolog.

## Życiorys
Był szefem Służby Naukowej Policji w Zurychu. Wykładał kryminologię na Uniwersytecie w Zurychu. 
W 1973 i 1978 badał Całun Turyński. Zdołał zidentyfikować 58 różnych gatunków roślin, których pyłki zostały na Całunie.
Był wyznawcą zwinglianizmu.

## Książki
- (z Arnoldem Suterem) Leitfaden zur Bearbeitung von Brandsachen und Explosionen. Kriminalistik-Verlag, Hamburg 1971.
- Mikrophotographie weiss-schwarz und farbig. Schlegel, Zürich 1948 (Mikroskopische Bibliothek. Bd. 4).
- Lohnende Objekte für mikroskopische Untersuchungen und ihre Präparation. Schlegel, Zürich 1946 (Mikroskopische Bibliothek. Bd. 3).
- Mikroskopische Untersuchungsmethoden. Schlegel, Zürich 1946 (Mikroskopische Bibliothek. Bd. 2).
- Das Mikroskop und verwandte optische Instrumente. Schlegel, Zürich 1946 (Mikroskopische Bibliothek. Bd. 1).
- Die Gliederung der sizilianischen Flora und Vegetation und ihre Stellung im Mittelmeergebiet. Dissertation, Universität Zürich, 1938.